# رحمت‌النسا بیگم
رحمت‌النسا بیگم یا نواب بای (۱ ژانویهٔ ۱۶۲۰ – 1691) همسر اورنگ‌زیب و مادر بهادرشاه یکم، امپراتور گورکانی بود، او در اوایل دوره سلطنت شوهرش غالباً با خواهر قدرتمند و پرنفوذ اورنگ زیب، روشن آرا بیگم شدیداً درگیر بود به خصوص در زمان بیماری اورنگ زیب در سال ۱۶۶۲ که امیدی به زندگی شوهرش نبود و در آن زمان روشن آرا مسئولیت حکومت را برعهده داشت این اختلاف بدتر شد.